# بطولة العالم للشطرنج 1886
|                           |                         |
| ويليام شتاينيتز           | جوهانس زوكيرتور         |
|                           |                         |
| فائز ضد أدولف أندرسن 1866 | الفائز ببطولة لندن 1883 |
| 49 سنة                    | 43 سنة                  |

بطولة العالم للشطرنج 1886 كانت أول بطولة رسمية للعالم في الشطرنج تنافس فيها اللاعبان ويليام شتاينيتز وجوهانس زوكيرتور على اللقب وذلك بعد فوز زوكيرتور ببطولة لندن 1883 متفوقا على شتاينيتز الذي كان يعتبر اللاعب الأفضل في العالم، لعبت المقابلة في الولايات المتحدة؛ المباريات الخمسة الأولى لعبت في نيويورك والخمسة التالية في سانت لويس والباقي في نيوأورلينز، والفائز هو من يتمكن من تحقيق عشر انتصارات.
فاز شتاينيتز بالمقابلة 10-5 حيث فاز بمباراته العاشرة في المباراة العشرين بالمقابلة مع خمس هزائم وخمس تعادلات.

## المقابلة والنتيجة
الفائز من يتمكن من الظفر بـ 10 مباريات أولا وفي حال التعادل 9-9 فلا يعتبر أيّ من اللاعبين بطلا للعالم
| اللاعب          | 1 | 2 | 3 | 4 | 5 | 6 | 7 | 8 | 9 | 10 | 11 | 12 | 13 | 14 | 15 | 16 | 17 | 18 | 19 | 20 | الانتصارات |
| --------------- | - | - | - | - | - | - | - | - | - | -- | -- | -- | -- | -- | -- | -- | -- | -- | -- | -- | ---------- |
| جوهانس زوكيرتور | 0 | 1 | 1 | 1 | 1 | 0 | 0 | = | 0 | =  | 0  | 0  | 1  | =  | =  | 0  | =  | 0  | 0  | 0  | 5          |
| ويليام شتاينيتز | 1 | 0 | 0 | 0 | 0 | 1 | 1 | = | 1 | =  | 1  | 1  | 0  | =  | =  | 1  | =  | 1  | 1  | 1  | 10         |

تمكن شتاينيتز من الفوز 10-5 وخمس تعادلات وعليه أصبح أول بطل للعالم رسمي في الشطرنج.

## روابط خارجية
- رابط لمباريات البطولة على موقع chessgames.com